# Cupcui
Cupcui es una comuna de Moldavia perteneciente al distrito de Leova. Según el empadronamiento del 2004 en la comuna viven 1.569 habitantes.
La localidad cuenta con, entre otras cosas, una Iglesia ortodoxa y un orfanato.